# Tizi Gheniff
Tizi Gheniff (en bereber: ⵜⵉⵣⵉ ⵖⴻⵏⵉⴼ; en árabe: تيزي غنيف‎) es un municipio (baladiyah) de la provincia o valiato de Tizi Ouzou en Argelia. En abril de 2008 tenía una población censada de 29 399 habitantes.
Se encuentra ubicado al norte del país, en la región de Cabilia, a poca distancia de la costa del mar Mediterráneo y al este de Argel.